# Беспорядки в подмандатной Палестине (1929)
Палестинские беспорядки 1929 года, События 1929 года, Восстание Западной Стены, Восстание Бурак (ивр. מאורעות תרפ"ט‎ [меораот тарпат] дословно: «события 5689 года», араб. ثورة البراق‎) — серия антиеврейских выступлений и беспорядков в конце августа 1929 года в подмандатной Палестине, происшедших в результате конфликта из-за доступа к Стене плача в Иерусалиме, и приведших к еврейским погромам и жестоким столкновениям между арабским и еврейским населением.

## Предыстория событий
До начала XX века конфликты между арабами и евреями в Палестине случались редко. Лишение феллахов земли из-за покупки её евреями у землевладельцев-эфенди компенсировалось притоком капиталов и ростом спроса на рабочую силу. Из всех стран Ближнего Востока только в Палестине арабская иммиграция превышала эмиграцию. При этом сионисты игнорировали рост арабского национализма. Эта политика не изменилась даже после волнений 1920 и 1921 годов. К лету 1929 года еврейская иммиграция выросла и было создано Еврейское агентство, что обеспечивало финансовую поддержку растущей еврейской общине.
Конфликт начался в Старом городе Иерусалима у Стены плача (Западной стены) — одного из самых святых мест для верующих иудеев. Территория эта принадлежала мусульманам, однако по традиции со времён Средневековья евреи имели право свободного доступа и молитвы в этом месте. За несколько дней до еврейского праздника Йом Кипур, который в 1928 году приходился на 24 сентября, еврейский смотритель при Стене плача поставил рядом с ней перегородку чтобы согласно правилам ортодоксального иудаизма мужчины молились отдельно от женщин. Арабы обратились с жалобой по этому поводу к британским властям, которые распорядились убрать перегородку. Протесты евреев, включая как верующих, так и неверующих, против препятствий в организации молитвы не принесли результатов.
После этого инцидента муфтий Иерусалима Амин аль-Хусейни начал распространение информации среди арабов Палестины и всего арабского мира, в которой утверждал, что евреи собираются захватить мечеть Аль-Акса. По инициативе Верховного мусульманского совета арабы начали строительные работы рядом со стеной, чтобы помешать евреям молиться.
15 августа 1929 года, во время еврейского поста Тиша бе-Ав, установленного в память о разрушении первого и второго Иерусалимских Храмов, несколько сотен членов молодёжного сионистского движения «Бейтар» организовали шествие к Стене плача. Собравшиеся у Стены скандировали «Стена наша!», развевали еврейский национальный флаг и пели Ха-Тикву, национальный гимн. Власти были уведомлены о марше заранее и обеспечили сопровождение полицией, чтобы предотвратить любые инциденты.

## Начало столкновений
День спустя, в пятницу, 16 августа, арабские лидеры Высшего мусульманского совета организовали контрдемонстрацию в мечети Аль-Акса. После проповеди об угрозе исламским святыням, арабские демонстранты вышли к Стене плача и там начали избивать евреев, жечь свитки Торы и молитвенники. Вечером того же дня в городе был убит еврейский подросток.
В последующие дни беспорядки распространились и на другие города.

## События 23 августа
В следующую пятницу, 23 августа, тысячи арабов из окрестных деревень устремились в Иерусалим на молитву на Храмовой горе. Среди мусульман Иерусалима разнёсся слух, что в еврейском квартале Меа Шеарим были убиты двое арабов. После проповеди, прочитанной муфтием Иерусалима, будущим союзником Гитлера Амином аль-Хусейни, вооружённая ножами и палками арабская толпа вышла из Шхемских Ворот старого города и устремилась в населённые евреями кварталы.
19 евреев были убиты, многие синагоги разграблены.
Британская администрация не была готова к подобным событиям и вначале практически не оказывала сопротивления бесчинствам. В день начала беспорядков британцы перебросили 50 солдат по воздуху из Египта, а на следующий день 600 солдат прибыло оттуда же поездом.
По требованию властей, лидеры палестинских арабов, включая муфтия аль-Хусейни и мэра Иерусалима Рагиба Нашашиби, издали воззвание, призывавшее население «избегать кровопролития» и вооружиться «милосердием, мудростью и терпением». В обращении говорилось, что руководство «прилагает все усилия, чтобы… реализовать ваши национальные чаяния мирными методами».

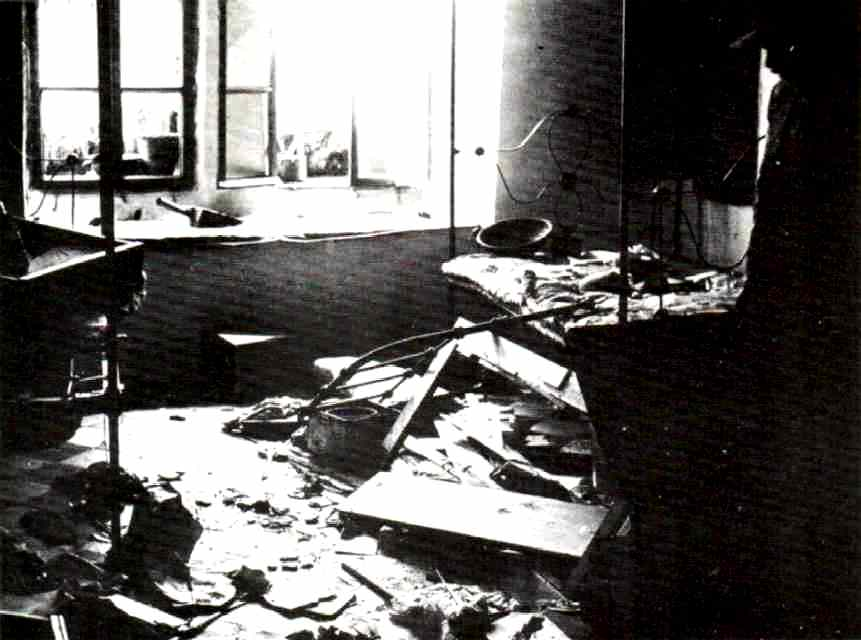
Еврейский дом после погрома

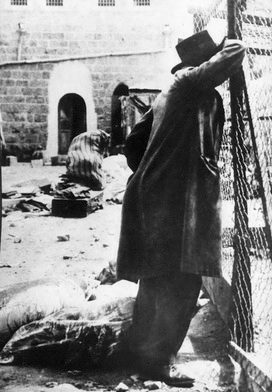
Еврейский квартал Хеврона после погрома

## Погром в Хевроне
В субботу 24 августа в Хевроне были убиты 67 евреев и ранены 58. Многие евреи нашли убежище у своих арабских соседей, которые прятали их от толпы в собственных домах, а другие укрылись в отделении британской полиции на окраине города. Выжившие евреи были вынуждены покинуть свои дома, а их собственность была захвачена арабскими жителями и удерживалась ими до завершения Шестидневной войны 1967 года.

## Погром в Цфате
В Цфате, по разным источникам, погибло от 18 до 21 человека, до 80 евреев были ранены, 200 домов на главной еврейской улице в городе были разграблены и подожжены.

## Погром в Газе
Маленькая еврейская община города Газа укрылась в одной из гостиниц города, где сдерживала натиск арабской толпы. В конце концов, еврейская община города была эвакуирована британскими властями. Еврейскому населению было отказано в возвращении в город после окончания погрома.

## Остальные события

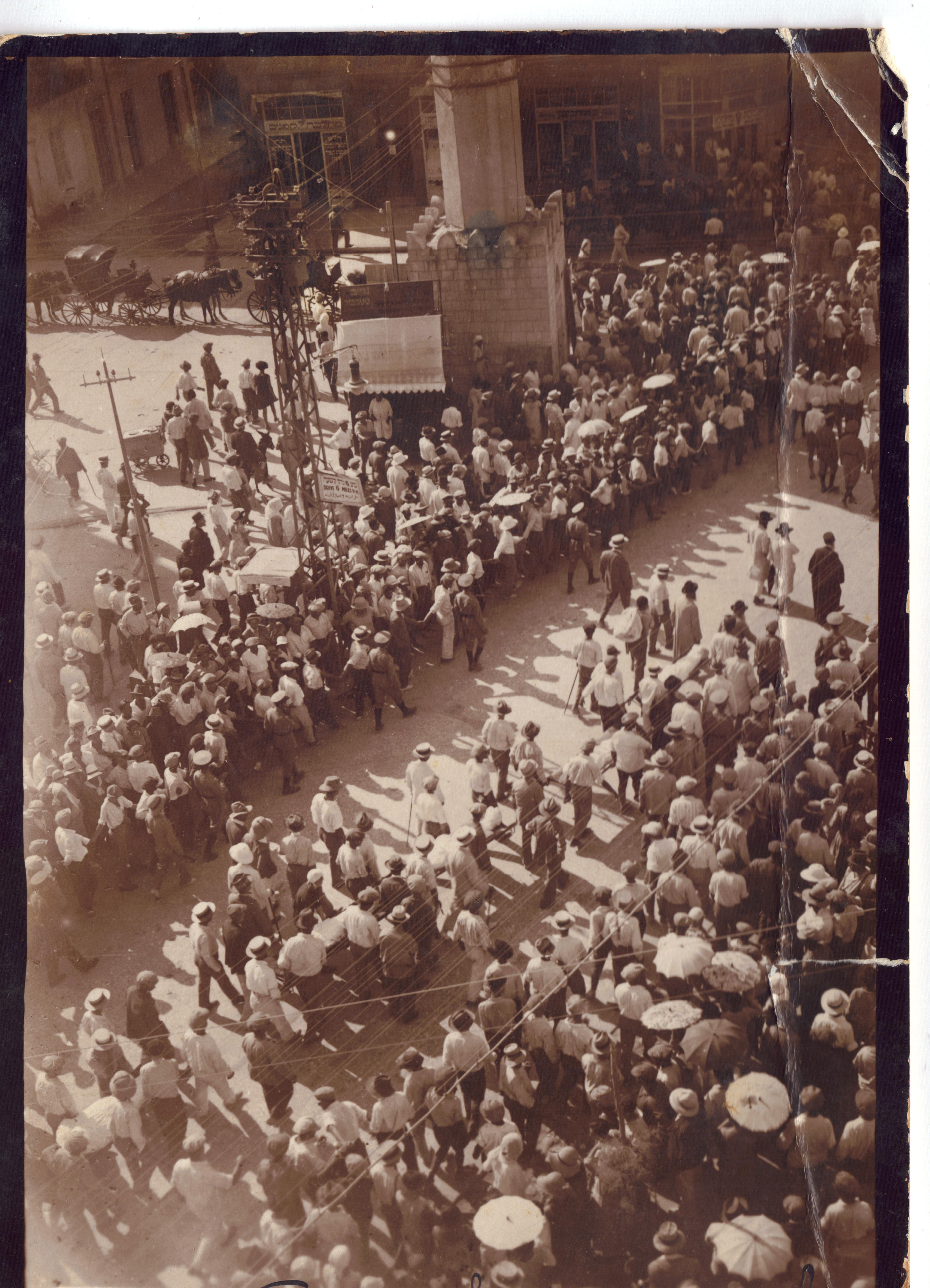
Похороны погибших при обороне Тель-Авива

Маленькие еврейские общины Шхема, Рамаллы, Дженина и Акко были эвакуированы британскими властями. В Тель-Авиве и Хайфе еврейские движения «Хагана» и молодёжный «Бейтар» сумели отразить натиск арабских погромщиков.

## Результаты
Всего в ходе беспорядков было убито около 133 евреев и 116 арабов.
195 арабов и 34 еврея были приговорены судом за различные преступления, связанные с беспорядками. Смертные приговоры были вынесены 17 арабам и двум евреям, но они были заменены на длительные сроки тюремного заключения, за исключением трёх арабов, которые были повешены. Большие коллективные штрафы были наложены на 25 арабских деревень и городских кварталов.
Главными жертвами погромов стали не представители светской сионистской молодёжи, которая организовала эффективную самооборону, а маленькие крайне религиозные еврейские общины Хеврона, Цфата, Иерусалима, Газы и других городов, веками жившие бок о бок с арабскими соседями, мирно молившиеся около своих святых мест и никогда не бравшие в руки оружие. Более того, ультраортодоксальные евреи негативно относились к светским сионистам, считая их отступниками от веры.

## Комиссия по расследованию
Британская комиссия по расследованию под руководством сэра Уолтера Шау собрала свидетельства обеих сторон. В дальнейшем в Палестине также действовала комиссия под руководством сэра Хоупа Симпсона, опубликовавшая свой отчёт в 1930 году.
Основные выводы и рекомендации комиссий были следующими:

### Выводы
1. Мандатные власти не виновны в возникновении беспорядков — наоборот, власти предприняли большие усилия для примирения сторон.
2. Хотя именно арабы начали беспорядки, истинной причиной напряжённости является еврейская репатриация и приобретение евреями земель.
3. Покупка евреями земель привела к изгнанию с них арабских крестьян; существует опасность возникновения класса «безземельных» арабов. Резко возросла стоимость земли. Еврейский Национальный Фонд, который приобрёл значительные земельные площади, не допускает арабов к аренде этих земель и даже к работе на них.
4. Растёт безработица среди арабских рабочих и ремесленников, так как значительная часть еврейских предприятий принципиально отказывается их нанимать.

### Рекомендации
1. Ограничить еврейскую иммиграцию.
2. Прекратить практику покупки арабской земли евреями.
3. Создать палестинский законодательный орган с арабским большинством.
4. Увеличить количество мандатных вооруженных сил.
5. Ограничить полномочия Сионистской организации[9].

## Последствия

### Для еврейского населения
- Погромы положили конец существованию ряда еврейских поселений и общин (Газа, Хеврон, Шхем, Рамалла, Дженин).
- Организация национальной самообороны «Хагана» пережила тяжёлое потрясение. Со временем в ней произошёл раскол, приведший к созданию «Хаганы Б» («Эцель»), занявшей более решительную позицию в арабо-израильском конфликте.